# アドルフ・ディックフェルト
アドルフ・ディックフェルト(ドイツ語: Adolf Dickfeld、1910年2月20日 - 2009年5月17日)は、ドイツの軍人。最終階級は空軍大佐。第二次世界大戦では総出撃回数1072回、総撃墜数136機を記録したエース・パイロットであり、その戦功から柏葉付騎士鉄十字章を受章した。

## 経歴

### 前半生
1910年2月20日にドイツ帝国盟主プロイセン王国ブランデンブルク州ユーターボークで生まれた。ディックフェルトの父は陸軍砲兵将校である。若くしてグライダーについて学んだ彼は、シュレージエン地方にあるグライダー専門学校に通い始め、そこで初飛行をしたが、その時彼に飛び方を指導したのはハンナ・ライチュである。その他にも、ヴォルフ・ヒルトやハイニ・ディットマーなど、ドイツを代表するグライダーパイロットから指導を受けた。

### 第二次世界大戦

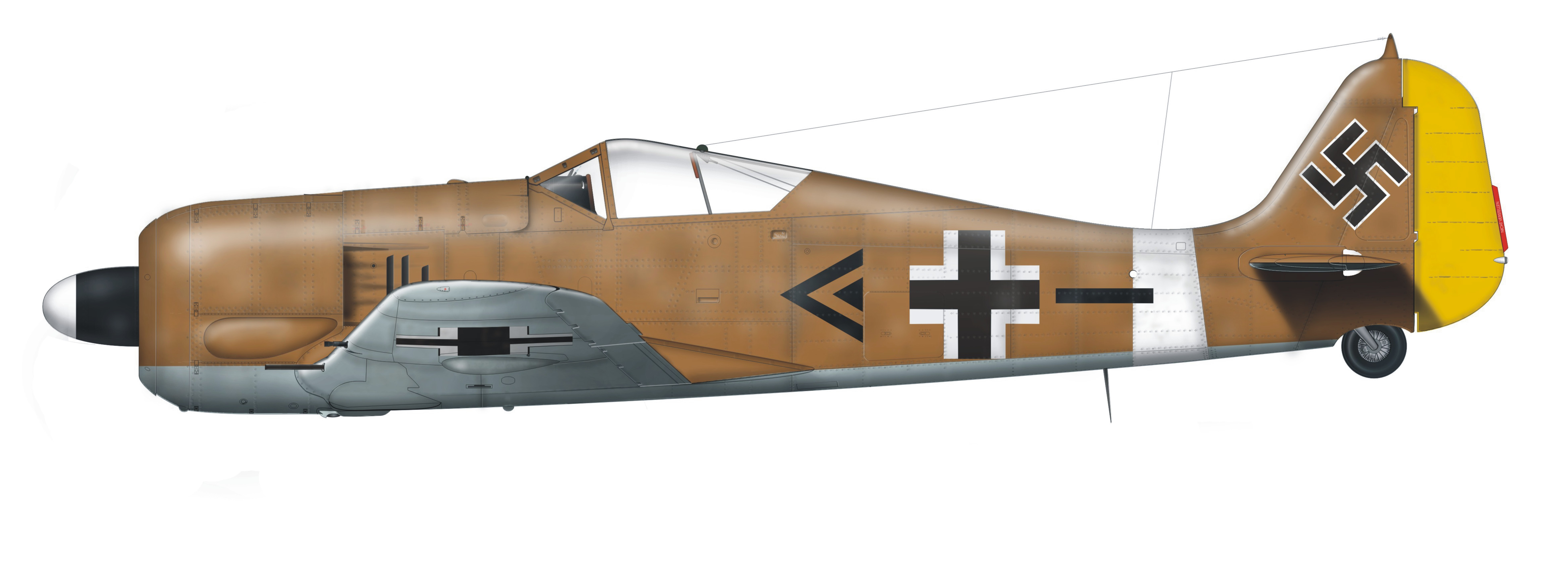
チュニジアに於いて、JG2第II飛行隊所属時に搭乗していたFw190 A-4 (1943年)

第二次世界大戦ではドイツ空軍第52戦闘航空団(JG52)や第2戦闘航空団(JG2)、第11戦闘航空団(JG11)に所属し、JG11では第II飛行隊飛行隊長を務めた。1942年5月18日には、ドイツ空軍8人目となる総撃墜数100機を記録している。
ドイツの戦況が悪化した1943年以降、ヒトラー・ユーゲントも兵士として戦場に駆り出され始めると、ディックフェルトは空軍軍人の傍ら、ヒトラー・ユーゲントで飛行指導も行った。
通算撃墜数136機の内、128機を独ソ戦で落としている。また彼は、1945年4月11日にアメリカの戦闘機P-47をジェット戦闘機He162で撃墜したこともある。

## 叙勲
- 鉄十字章

柏葉付騎士鉄十字章

  - 二級鉄十字勲章1939年章 (1939年12月13日)[6]
  - 一級鉄十字勲章1939年章 (1940年1月12日)[6]
- 空軍名誉杯 (1941年12月15日)[7][8]
- ドイツ十字章
  - ドイツ十字章金章 (1942年1月22日)[9]
- 騎士鉄十字章
  - 騎士鉄十字章 (1942年3月19日)[10][11]
  - 柏葉付騎士鉄十字章 (1942年5月19日)[12][注釈 1]
- ブルガリア軍事功労勲章（英語版）
  - 軍事功労勲章金章
- 国防軍軍報に記載